# 多布奇采湖
49°52′12″N 20°03′25″E / 49.87000°N 20.05694°E

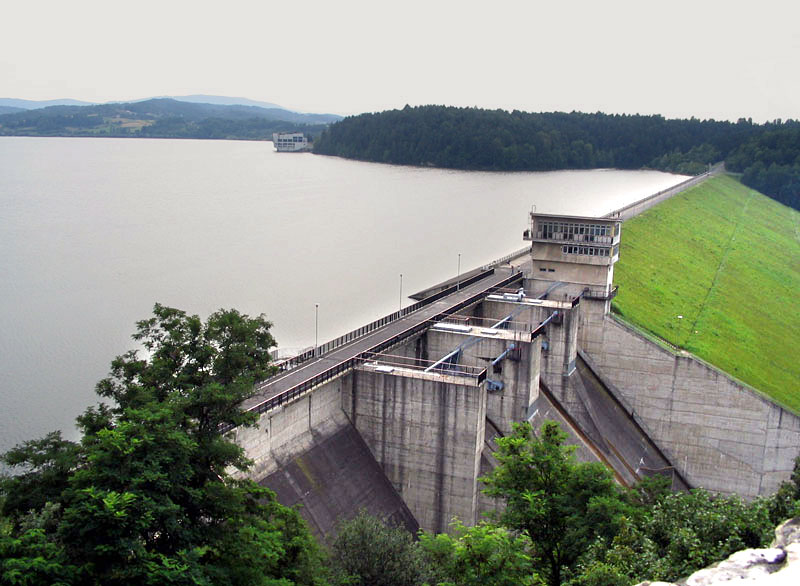

多布奇采湖或稱多布奇采水庫（波蘭語：Jezioro Dobczyckie; Zbiornik Dobczycki）是波蘭的人工湖泊，位於該國東南部小波蘭省，處於拉巴河，長8公里、寬1公里，面積10.7平方公里，平均水深11米，最大水深28米。